# Llangardaix de collaret
El llangardaix de collaret (Crotaphytus collaris) és una espècie de sauròpsid (rèptil) escatós de la família Crotaphytidae. Habita en el sud dels Estats Units i el nord de Mèxic.